# 慶州佛國寺舍利塔

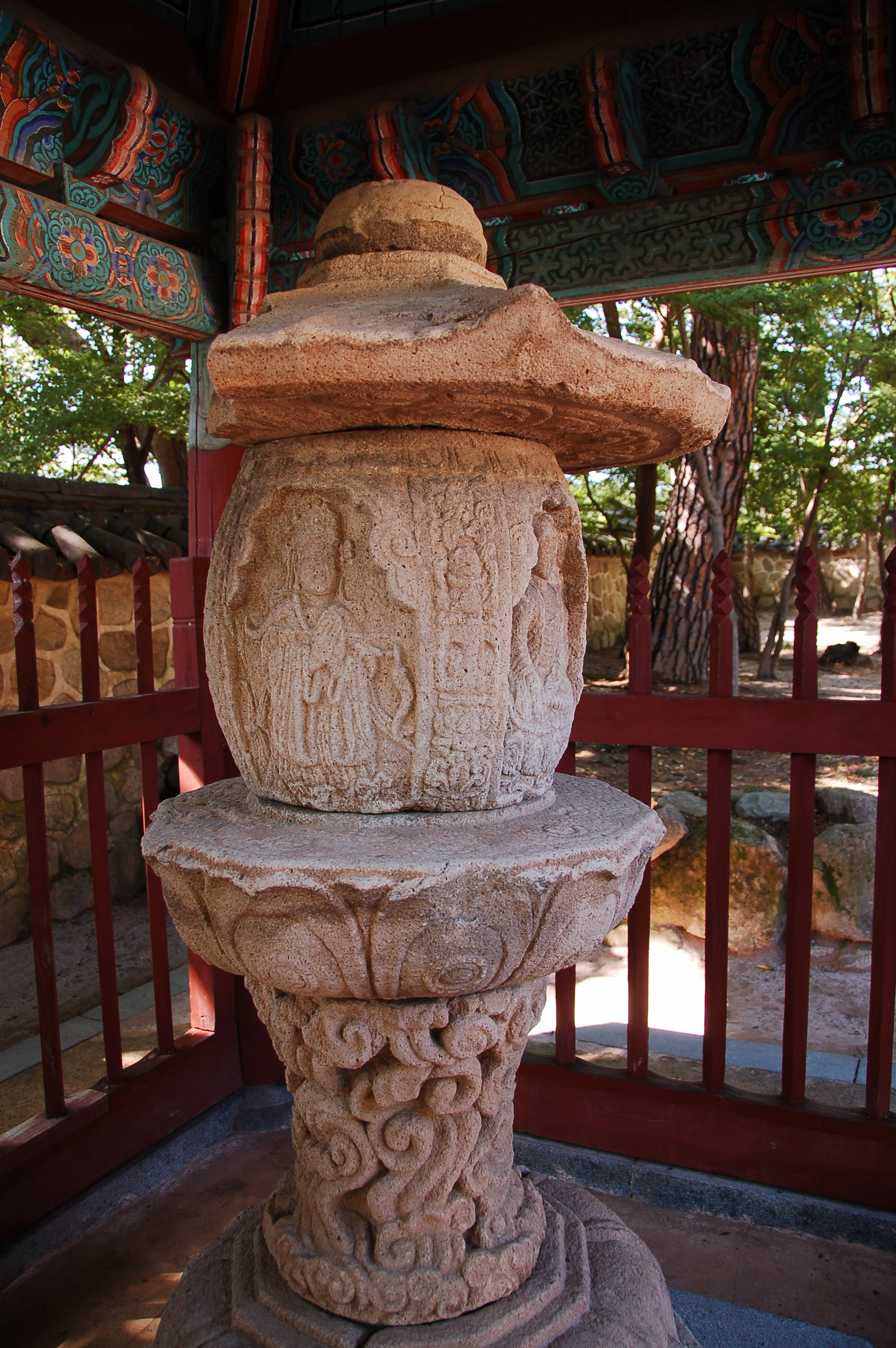
慶州佛國寺舍利塔

慶州佛國寺舍利塔是位於佛國寺的石燈形的舍利塔。 大韓民國寶物第61號。 1905年曾被運到日本，後來又再次運回韓國並放置在佛國寺境內，目前無法得知舍利塔實際的由來，目前所在地並非其原來的位置，而原來的位置在那裏也不得而知。

## 形態
方形的基台上是一個八角形的臺基石，臺基石上方為八瓣竿石的底座，底座上方為雲文竿石, 雲文竿石上方則是將仰蓮造型的上台石放在基壇部所建構而成。再往上則是圓筒型的塔身石，塔身石上被一八角蓋石所覆蓋著。圓筒型的塔身石，是以長的竿石和四個像是供奉菩薩的龕室所組合而成，由上到下看起來就像是石燈的造型。 蓮花瓣模樣的雕刻技法讓人聯想到新羅時代 ，臺基石周圍的三花紋眼象，看起來已經是高麗時代所建立的作品。 
塔身分成四個部份，均雕著花紋做為裝飾，每部份的龕室都雕刻著兩尊如來座像與兩尊菩薩立像。而這種塔身雕刻著菩薩像或菩薩立像是非常罕見的事情。

## 照片

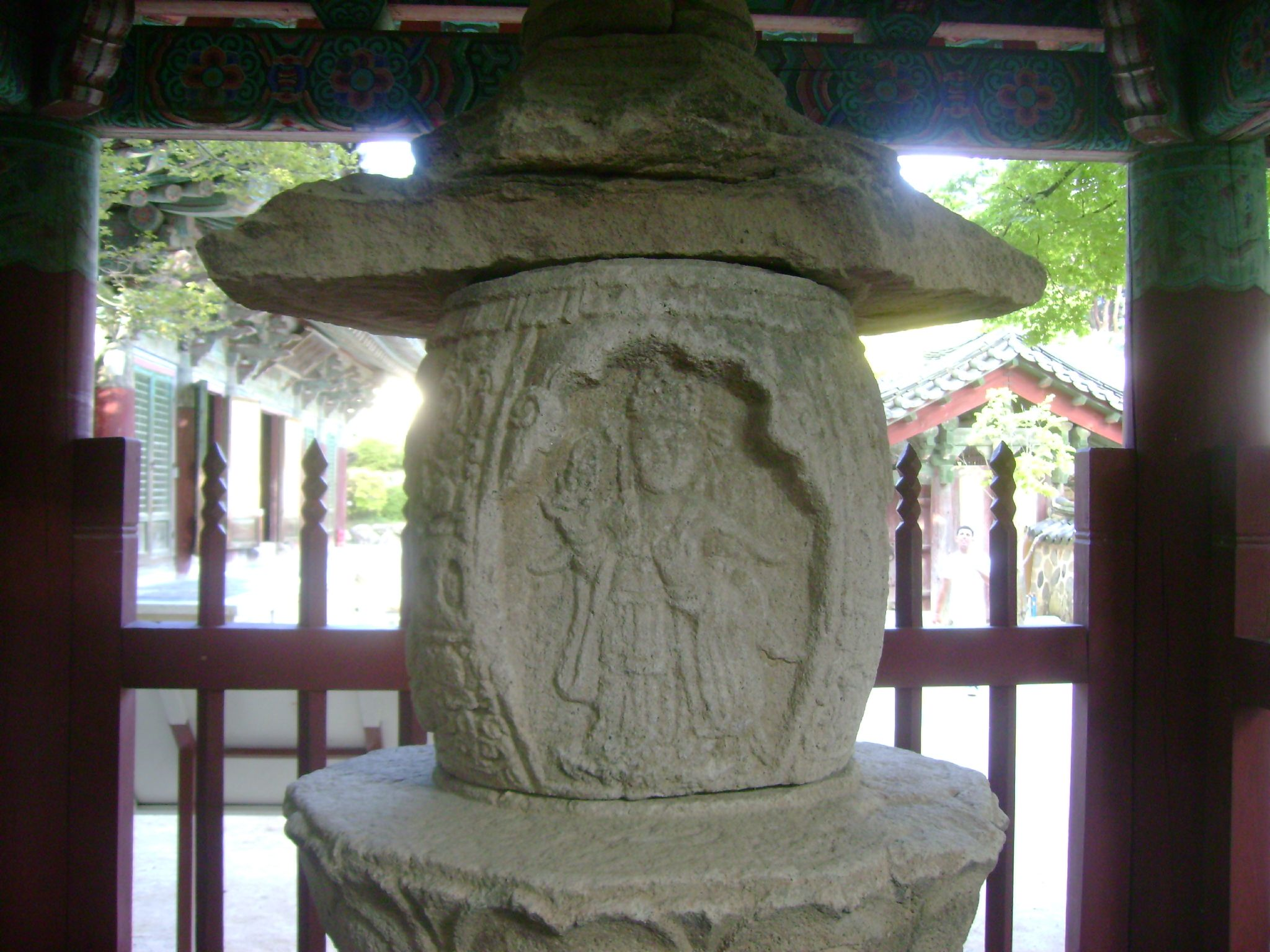

## 外部連結
- 慶州佛國寺舍利塔 （页面存档备份，存于） - 國家文化遺產 文化遺產廳

## 腳註
1. 1 2  진홍섭. . 문예출판사. 1995-01-30: 425. ISBN 89-310-0256-4.